# Ritratto di Ludovico Grazioli
Il Ritratto di Ludovico Grazioli è un dipinto a olio su tela di Lorenzo Lotto, datato 1551 e conservato nella collezione Cavallini Sgarbi di Ferrara. Il dipinto conserva la scritta «Pro posteris memoria / Patris / Anno MD IXI I IXI I»

## Storia
Il dipinto fu attribuito all'artista veneziano nel 1955 da Bernard Berenson con la datazione del 1519, dipinto che per molti anni fu poco considerato dalla critica e ripreso solo nel 1975 da Giovanna Mariani Canova. La tela fu acquistata e conservata come collezione privata nel 1946 dal senatore E. C. Loeff ad Amsterdam proveniente dalla collezione irlandese del marchese Sligo. Nel 1997 fu di nuovo oggetto di vendita a New York e ospitata nella collezione ferrarese Cavallini Sgarbi. 
Lo studio sulla sua realizzazione porterebbe la datazione al 1551. Il critico aveva prestato particolare attenzione al “Libro dei conti” di Lotto portando a identificare il soggetto raffigurato nel nobile Ludovico Grazioli di Ancona con il quale aveva avuto contatti e del quale risulta ne avesse eseguito il ritratto nel 1551, come riporta la citazione “esser ben servito per lasar ali heredj memoria di sé vedendolo”. La targa posta sul lato sinistro non è che una conferma che trattasi di un ritratto a soggetto funerario.

## Descrizione e stile
La tela presenta il ritratto di un uomo di media età in abiti eleganti posto davanti a uno sfondo di colore rosaceo mentre sul lato alto sinistro vi è una finestra dove appare un paesaggio di collina in un cielo sereno nella luce della sera, con un roseto fiorito. Alla sua destra vi è una targa che riporta la scritta «Pro posteris memoria / Patris / Anno MD IXI I IXI I», che presenta però segni di rimaneggiamento e che fu inizialmente identificata nella datazione del 1519, ma lo stile pittorico dall'andamento macchiato con una esecuzione vivace e molto liquida quasi da sembrare acquerello porterebbero l'esecuzione molto vicina al dipinto Ritratto virile conservato a Brera e il Ritratto di balestriere conservato nei Musei Capitolini.
Il personaggio è raffigurato con lo sguardo fisso verso l'osservatore, presenta un sentimento malinconico che si rispecchia sul paesaggio che appare dalla finestra aperta. Il roseto che spunta dal davanzale riporta al dipinto Madonna del rosario di Cingoli, e alle rose che spuntano dietro il trono dove è posta la Vergine. Il dipinto è un chiaro esempio delle capacità ritrattistiche dell'artista veneziano.